# دوكيوس
 دوكيوس  بيئة تعلّم إلكتروني لإدارة الفصل، تطبيق ويب وأيضا أداة تعاون.

## أدوات دوكيوس
يحتوي دوكيوس على عدّة أدوات للأغراض المختلفة.
- جدول أعمال / تقويم

## وصلات خارجية
- ووو.دوكيوس.كوم
- دوكيوس ويكي
- منتدى دوكيوس
- مقتفي مشاكل دوكيوس
- سورسفورج لدوكيوس
- مشروع فرشميت
- EdTechPost comment
- Dokeos entry in the FSF/UNESCO Free Software Directory